# Derzelas
Derzelas var hälsans och överflödets underjordiska gud inom thrakisk mytologi.